# Font del carrer Nou de la Rambla
La font del carrer Nou de la Rambla es troba als baixos de l'edifici del núm. 45, del que només es conserva la façana, ja que ha estat integrat en una nova edificació. Està catalogada com a bé amb elements d'interès (categoria C).

## Història
Inaugurada el 7 de setembre del 1826, va ser una de les primeres fonts que reberen l'aigua de Montcada, i encara que l'Ajuntament va pensar diverses vegades a treure-la, la protesta dels veïns va fer que continués al seu lloc. El 14 de setembre del 1879, durant una forta tempesta, un llamp hi va caure a sobre. Va ser restaurada amb motiu de la construcció d'un casal infantil i d'altres serveis municipals, inaugurat el 2 de desembre del 1986.

## Descripció
Es troba a l'interior d'una volta emmarcada amb dovelles de pedra. El dipòsit és cilíndric, amb tres brolladors a sota, i està coronat per l'escut de Barcelona esculpit en pedra. Al dipòsit hi ha una làpida amb la següent inscripció: A LA CIUDAD DE BARCELONA / EL EXMO.SOR. MARQUÉS DE CAMPO SAGRADO / LA JUNTA QUE EL MISMO PRESIDE / ENCARGADA DE LA CONDUCCIÓN DE AGUAS / DEDICARON ESTA CUARTA FUENTE / EL DIA [il·legible] DE MDCCCX...